# Don Masson
Donald Sandison Masson (Banchory, 1946. augusztus 26. – ) skót válogatott labdarúgó. 

## Pályafutása

### Klubcsapatban
1964 és 1968 között a Middlesbroughban kezdte a pályafutását. 1968 és 1974 között a Notts County csapatában játszott. 1977-ben a Queens Park Rangers igazolta le, ahol három évet töltött. 1977 és 1978 között a Derby County, majd 1978 és 1982 között ismét a Notts County játékosa volt. 1981-ben kis ideig az USA-ban is megfordult a Minnesota Kicks együttesénél. Később játszott még Hongkongaban és alacsonyabb osztályú angol együttesben is. 

### A válogatottban
1976 és 1978 között 17 alkalommal szerepelt az skót válogatottban és 5 gólt szerzett. Részt vett az 1978-as világbajnokságon. 